# Glaurocara flava
Glaurocara flava là một loài ruồi trong họ Tachinidae.